# Cisticolidae
Los cisticólidos (Cisticolidae) son una familia de aves perteneciente al orden Passeriformes. Contiene 160 especies que se encuentran principalmente en las regiones cálidas del Viejo Mundo. Anteriormente se clasificaban dentro de la familia Sylviidae.
Probablemente esta familia se originó en África, donde están la mayoría de las especies, pero existen representantes de la familia a lo largo de toda el Asia tropical hasta Australasia, y una especie, Cisticola juncidis, se reproduce incluso en Europa.
Los cisticólidos son pájaros generalmente pequeños de plumajes discretos de tonos pardos o grisáceos, que suelen encontrarse en campos abiertos como los pastizales o chaparrales. Suelen ser difíciles de ver, y muchas especies tienen de apariencia similar, por lo que su canto es a menudo la mejor forma de identificarlas. Principalmente son aves insectívoras que anidan entre la vegetación baja.

## Lista de especies en orden taxonómico

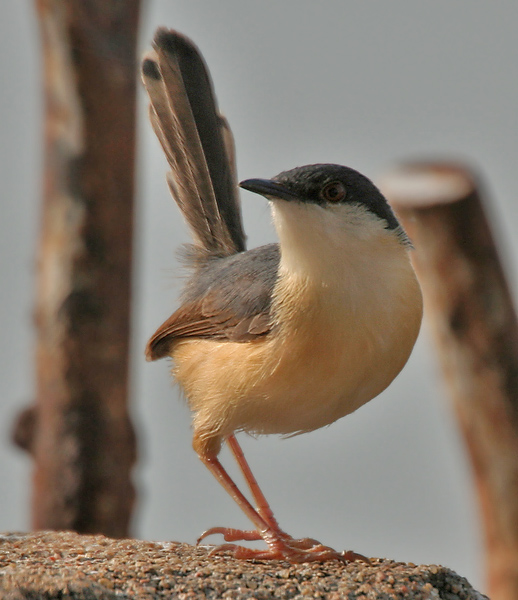
Prinia socialis.

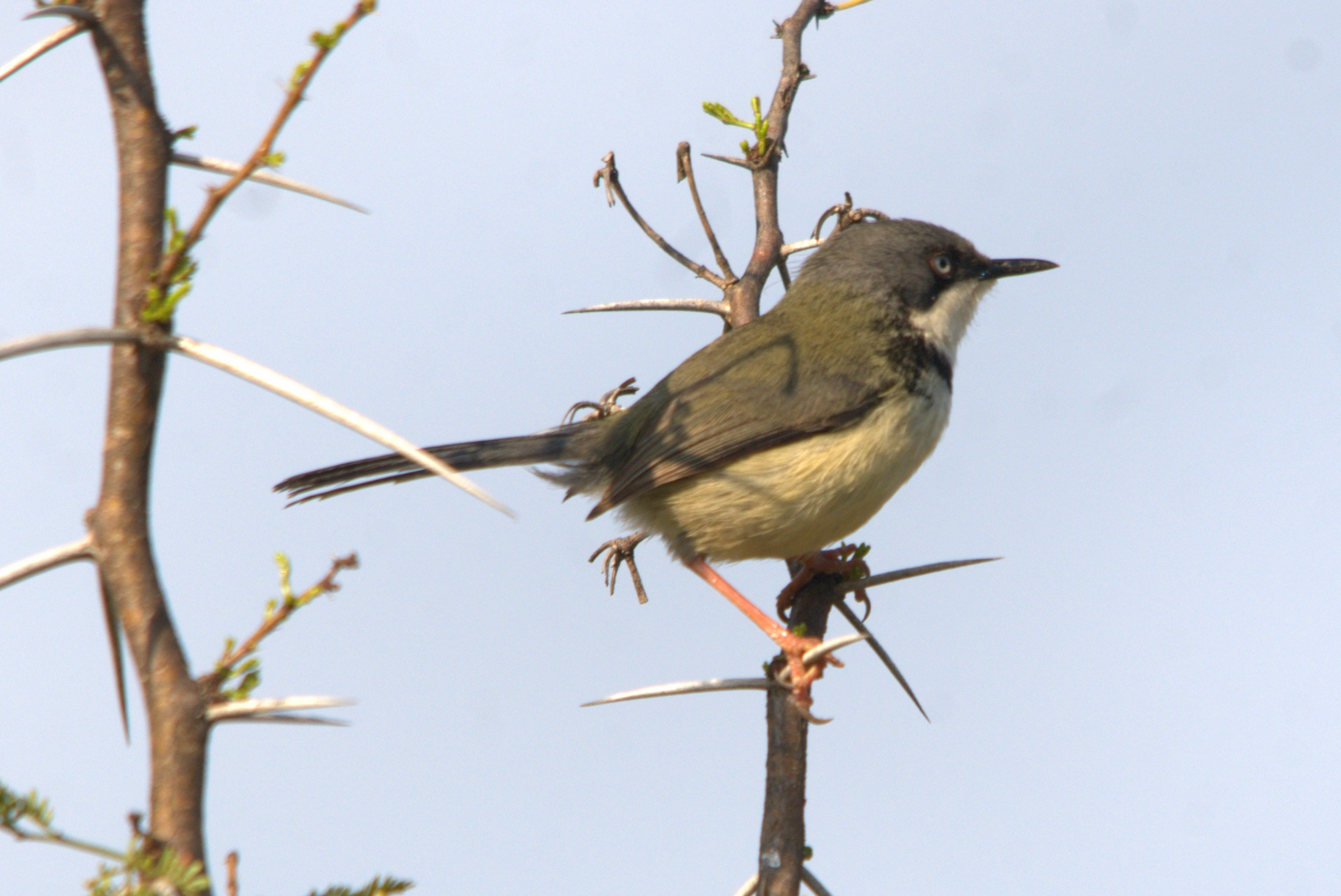
Apalis thoracica.

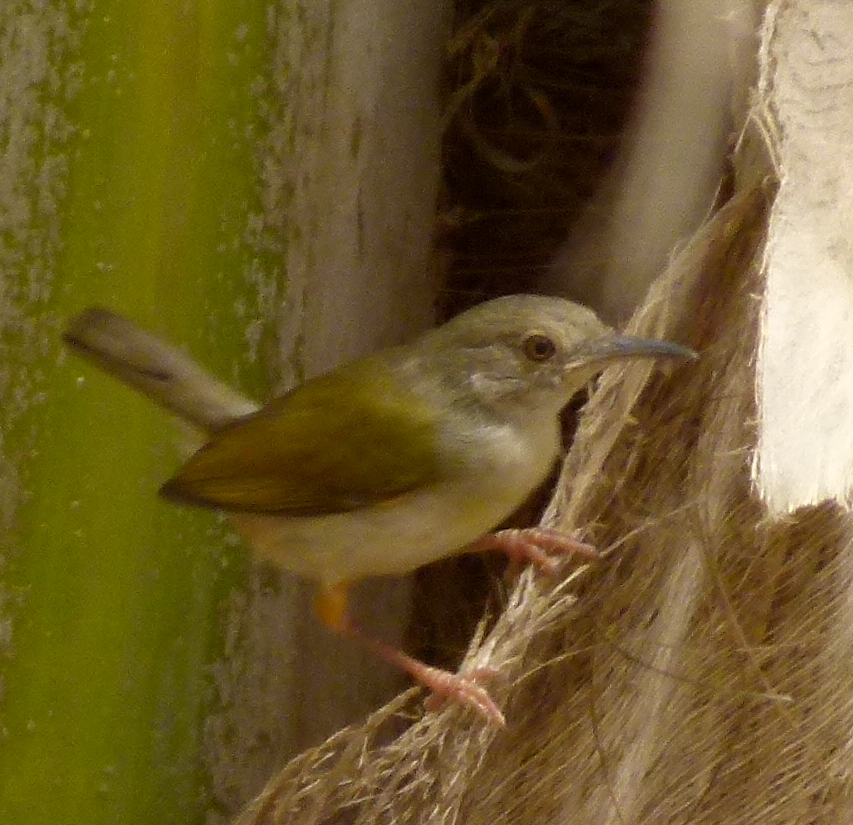
Camaroptera brevicaudata.

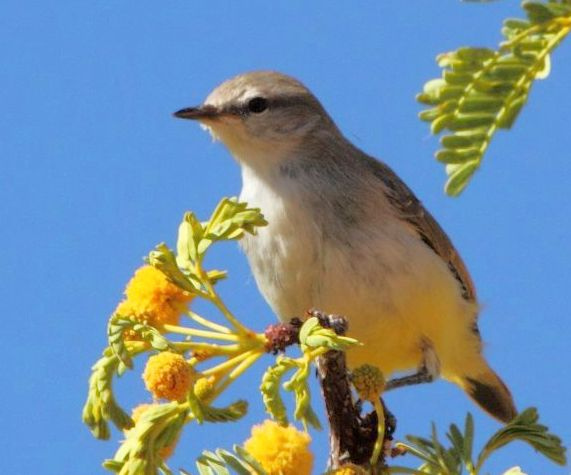
Eremomela icteropygialis.

Sus 160 especies se distribuyen en 28 géneros:
- Género Neomixis – jijis (género basal a todos los demás Cisticolidae)
  - Neomixis tenella - jiji común;
  - Neomixis viridis - jiji verde;
  - Neomixis striatigula - jiji grande;
- Género Cisticola - cistícolas (51 especies);
- Género Incana
  - Incana incana - prinia de Socotora;
- Género Prinia - prinias (23 especies);
- Género Schistolais
  - Schistolais leucopogon - prinia gorgiblanca;
  - Schistolais leontica - prinia de Sierra Leona;
- Género Phragmacia
  - Phragmacia substriata - prinia namaqua;
- Género Oreophilais
  - Oreophilais robertsi - prinia de Roberts;
- Género Heliolais
  - Heliolais erythropterus - plinia alirroja;
- Género Micromacronus (anteriormente en Timaliidae)
  - Micromacronus leytensis - timalí enano de las Bisayas;
  - Micromacronus sordidus - timalí enano de Mindanao;
- Género Urolais
  - Urolais epichlora - prinia rabilarga;
- Género Oreolais
  - Oreolais pulcher - apalis cuellinegro;
  - Oreolais ruwenzorii - apalis del Ruwenzori;
- Género Drymocichla
  - Drymocichla incana - prinia alicastaña;
- Género Spiloptila
  - Spiloptila clamans - prinia charlatana;
- Género Phyllolais
  - Phyllolais pulchella - prinia ventripálida;
- Género Apalis (24 especies)
- Género Urorhipis
  - Urorhipis rufifrons - prinia frentirroja;
- Género Malcorus
  - Malcorus pectoralis - prinia carirrufa;
- Género Hypergerus
  - Hypergerus atriceps - prinia oropéndola;
- Género Eminia
  - Eminia lepida - eminia
- Género Camaroptera
  - Camaroptera brachyura - camaróptera baladora;
  - Camaroptera brevicaudata - camaróptera lomigrís
  - Camaroptera harterti - camaróptera de Hartert;
  - Camaroptera superciliaris - camaróptera cejigualda;
  - Camaroptera chloronota - camaróptera dorsiverde;
- Género Calamonastes
  - Calamonastes simplex - camaróptera sencilla;
  - Calamonastes undosus - camaróptera del miombo;
  - Calamonastes stierlingi - camaróptera de Stierling;
  - Calamonastes fasciolatus - camaróptera barrada;
- Género Euryptila
  - Euryptila subcinnamomea - camaróptera canela;
- Género Bathmocercus
  - Bathmocercus cerviniventris - prinia cabecinegra;
  - Bathmocercus rufus - prinia carinegra;
- Género Scepomycter
  - Scepomycter winifredae - prinia de Winifred;
  - Scepomycter rubehoensis - prinia de Rubeho;
- Género Orthotomus - sastrecillos (15 especies)
- Género Artisornis
  - Artisornis moreaui - sastrecillo de Moreau;
  - Artisornis metopias - sastrecillo africano;
- Género Poliolais
  - Poliolais lopezi - camaróptera coliblanca;
- Género Eremomela (11 especies)

## Anteriormente clasificados en Cisticolidae
- Género Scotocerca (ahora clasificada en su propia familia)
  - Scotocerca inquieta - prinia desértica;

Perteneciente a la familia “Bernieriidae” de los jijís malgaches; véase Cibois et al. 2001.
- Género Hartertula – antes en Neomixis

Perteneciente al clado de Sylvia y los picos de loros.
- Género Rhopophilus
  - Rhopophilus pekinensis, timalí pekinés.